# Redeyef
Redeyef (in arabo رديف‎?, Redeyef) è una città di circa 37.000 abitanti della Tunisia. Situata nel governatorato di Gafsa, dista 60 km da Gafsa e 22 dalla frontiera con l'Algeria di Mides. La città si trova in uno dei più importanti bacini minerari di fosfato al mondo.

## Storia
Questa regione semidesertica era in passato abitata da popolazioni nomadi dedite all'agricoltura e all'allevamento. Sotto il protettorato francese, nell'aprile del 1885, il geologo francese Philippe Thomas, scoprì un giacimento di fosfato di calcio sul versante nord della montagna Djebel Thelja, nella provincia di Métlaoui, a una ventina di chilometri da Redeyef, a cui seguì il ritrovamento di altri importanti giacimenti nella zona. A partire dal 1896, venne creata la "Compagnia dei fosfati e delle ferrovie di Gafsa" (CPG). I primi scavi iniziarono a Métlaoui nel 1900. Il crescente fabbisogno di manodopera indusse l'amministrazione francese a politiche di insediamento forzato dei minatori. Lo sviluppo della città da allora è sempre stato legato al rapporto tra il sindacato e la Cpg. Nel marzo 1937, uno sciopero del bacino minerario venne represso violentemente dalle autorità coloniali e vide la morte di 17 minatori. Negli anni Cinquanta e Sessanta, durante il periodo di massima produzione della Cpg, la città è stata meta dell'immigrazione algerina, marocchina, libica, italiana e maltese. Ma i successivi ammodernamenti dei macchinari e l'abbandono degli scavi in galleria a favore delle miniere a cielo aperto hanno provocato tagli del 75% del personale e forti proteste.
Oggi la produzione di fosfato rappresenta la principale ricchezza della città di Redeyef. La produzione annuale della provincia si attesta sugli otto milioni di tonnellate e la Cpg - che con l'indipendenza è stata nazionalizzata - è il quinto produttore mondiale di fosfato.
Nel 2008 le proteste sindacali contro i tagli dei lavoratori della Cpg sono di nuovo esplose in scioperi e manifestazioni. La polizia tunisina ha aperto il fuoco sui manifestanti a Redeyef, causando due morti. Centinaia di militanti e una decina di sindacalisti sono stati arrestati, tra cui Adnane Hajji, leader della protesta. La giornalista Zakiya Dhifaoui è stata condannata a quattro mesi e mezzo di carcere.
E proprio per i tagli al personale della Cpg, Redeyef sta registrando una forte emigrazione. Molti giovani lasciano la città per andare a lavorare lungo la costa tunisina o in Francia, a Nantes, dove esiste un'importante comunità originaria di Redeyef.

## Infrastrutture e trasporti
La strada provinciale C201 collega Redeyef a est a Gafsa e a ovest a Tamerza, alla frontiera algerina. 
C'è una sola linea ferroviaria, che risale al 1907, che congiunge Redeyef a Métlaoui, ma è utilizzata soltanto per i treni merci carichi di fosfato